# Autorentool
Autorentools sind spezialisierte Softwareanwendungen, die zur Erstellung und Bearbeitung von digitalen Lerninhalten und E-Learning-Kursen verwendet werden. Sie bieten eine breite Palette von Funktionen, die von der einfachen Textformatierung bis hin zur Integration komplexer interaktiver Elemente und Multimedia-Inhalte reichen. Moderne Autorentools zeichnen sich durch ihre Benutzerfreundlichkeit aus und ermöglichen es auch Anwendern ohne tiefgreifende technische Kenntnisse, professionelle Lernmaterialien zu erstellen. Der Einsatz von Autorentools hat in den letzten Jahren im Zuge der zunehmenden Digitalisierung des Bildungssektors und der wachsenden Nachfrage nach flexiblen, online-basierten Lernlösungen stark an Bedeutung gewonnen.

## Funktionsumfang
Der Funktionsumfang moderner Autorentools ist sehr umfangreich und vielseitig, wobei die Kernfunktion die Erstellung und Bearbeitung von Lerninhalten ist. Dies umfasst das Einfügen und Formatieren von Text, die Integration von Bildern, Grafiken und Illustrationen, die Einbindung von Audio- und Videodateien, die Erstellung von Animationen und interaktiven Elementen sowie die Gestaltung des Seitenlayouts und der Navigation. Moderne Autorentools bieten in der Regel eine intuitive Benutzeroberfläche mit Drag-and-Drop-Funktionen, sodass auch Benutzer ohne technische Vorkenntnisse schnell Inhalte erstellen können.

### Design und Vorlagen
Um die Erstellung von professionell aussehenden Kursen zu erleichtern, stellen Autorentools häufig vorgefertigte Vorlagen und Designoptionen zur Verfügung. Dazu gehören die Auswahl aus verschiedenen Kursvorlagen und Layouts, die Anpassung von Farben, Schriftarten und Designelementen, die Erstellung eigener Vorlagen und Designs sowie die Möglichkeit, responsives Design für die Darstellung auf verschiedenen Endgeräten zu implementieren.

### Interaktive Elemente und Multimedia-Integration
Ein wichtiger Aspekt von E-Learning-Kursen sind interaktive Elemente, die das Engagement der Lernenden fördern. Autorentools bieten dafür zahlreiche Funktionen wie die Erstellung von Quizfragen, die Integration von Drag-and-Drop-Aufgaben, die Einbindung von Simulationen und Szenarien, Gamification-Elemente sowie interaktive Informationsgrafiken und Diagramme. Die nahtlose Integration verschiedener Medienformate ist ein weiterer wichtiger Funktionsbereich moderner Autorentools. Dies umfasst die Einbindung von Bildern, Grafiken und Illustrationen, die Integration von Audio- und Videodateien, die Erstellung und Bearbeitung von Screencasts, die Aufnahme von Bildschirmaktivitäten für Software-Simulationen sowie Text-to-Speech-Funktionen zur Vertonung von Inhalten.

### Kollaborative Funktionen und Bewertung
Viele Autorentools unterstützen die Zusammenarbeit mehrerer Autoren durch Funktionen wie gleichzeitiges Bearbeiten von Inhalten, Versionskontrolle und Änderungsverfolgung, Kommentar- und Feedback-Funktionen, rollenbasierte Zugriffsrechte und die Integration mit Projektmanagement-Tools. Zur Überprüfung des Lernfortschritts bieten Autorentools verschiedene Bewertungs- und Tracking-Funktionen. Dazu gehören die Erstellung von Tests und Prüfungen, die automatische Auswertung von Quizfragen, das Tracking von Lernfortschritten und Kursabschlüssen, die Generierung von Berichten und Statistiken sowie die Integration von Learning Management Systemen (LMS).

### Veröffentlichung und Export
Die Veröffentlichung der erstellten Inhalte wird durch verschiedene Exportmöglichkeiten unterstützt, wie den Export als HTML5 für webbasierte Kurse, die Unterstützung von E-Learning-Standards wie SCORM, xAPI oder cmi5, die Erstellung von mobilen Apps oder Offline-Versionen, die direkte Publikation in Learning Management Systeme sowie den Export als PDF oder andere Dokumentformate.

### Barrierefreiheit und Lokalisierung
Moderne Autorentools berücksichtigen auch Aspekte der Barrierefreiheit und Lokalisierung. Dies umfasst die Unterstützung von Screenreadern und anderen Hilfstechnologien, die Möglichkeit zur Erstellung von Untertiteln und Transkriptionen, mehrsprachige Benutzeroberflächen, einfache Übersetzung und Lokalisierung von Inhalten sowie die Anpassung an verschiedene kulturelle Kontexte.

### Analytik und Reporting
Zur Optimierung der Lerninhalte bieten viele Autorentools umfangreiche Analyse- und Reporting-Funktionen wie das Tracking von Nutzerverhalten und Interaktionen, die Auswertung von Testergebnissen und Lernfortschritten, die Generierung von detaillierten Berichten und Dashboards, A/B-Testing von verschiedenen Inhaltsversionen sowie die Integration von Business-Intelligence-Tools.

### Fazit
Der Funktionsumfang moderner Autorentools ist somit sehr umfassend und ermöglicht die Erstellung professioneller E-Learning-Inhalte ohne tiefgreifende technische Kenntnisse. Die genauen Funktionen können je nach Anbieter und Produkt variieren, sodass bei der Auswahl eines Autorentools die spezifischen Anforderungen des jeweiligen Projekts berücksichtigt werden sollten. Insgesamt bieten Autorentools eine leistungsfähige und flexible Lösung für die Erstellung hochwertiger E-Learning-Inhalte, die den Anforderungen moderner Lernumgebungen gerecht werden.

## Arten von Autorentools
Es gibt verschiedene Arten von Autorentools, die sich in ihren Funktionen und Einsatzbereichen unterscheiden. Folgend wird eine Auswahl der wichtigsten Typen vorgestellt:

### Cloudbasierte Autorentools
Cloudbasierte Autorentools werden online bereitgestellt und erfordern keine Installation auf dem lokalen Rechner. Sie ermöglichen den Zugriff von verschiedenen Geräten aus und eignen sich besonders gut für die ortsunabhängige Zusammenarbeit von Teams. Zu den Vorteilen gehören die ständige Verfügbarkeit über das Internet sowie die Kompatibilität mit verschiedenen Betriebssystemen. Allerdings ist für die Nutzung eine Internetverbindung erforderlich, was die Offline-Arbeit einschränkt.

### Lokal installierte Desktop-Autorentools
Desktop-Autorentools werden auf dem lokalen Rechner installiert. Sie bieten oft umfangreiche Funktionen zur Inhaltserstellung und ermöglichen das Arbeiten ohne Internetverbindung. Lokal installierte Tools richten sich häufig an professionelle Autoren und Instructional Designer, die komplexe Inhalte erstellen. Ein Nachteil ist, dass die Nutzung auf ein einzelnes Gerät beschränkt ist und die Zusammenarbeit erschwert werden kann.

### Rapid-Authoring-Tools
Rapid-Authoring-Tools sind meist als Plug-ins für bekannte Office-Programme wie Microsoft PowerPoint konzipiert. Sie ermöglichen es, bestehende Präsentationen schnell und einfach um interaktive Elemente und Tests zu erweitern. Der Vorteil liegt in der einfachen Bedienung und der Möglichkeit, vorhandene Inhalte weiterzuverwenden. Allerdings sind die kreativen Möglichkeiten im Vergleich zu spezialisierten Autorentools oft eingeschränkt.

### Tools zum Erstellen von Screencasts und Videoanleitungen
Diese Autorentools sind darauf spezialisiert, Bildschirmaufnahmen und Video-Anleitungen zu erstellen. Sie eignen sich besonders gut für Software-Schulungen oder die Erklärung von Prozessen. Viele dieser Tools bieten Funktionen wie Videobearbeitung, Hinzufügen von Anmerkungen oder interaktiven Elementen.

### Tools für interaktive Inhalte und Simulationen
Einige Autorentools sind auf die Erstellung von hochinteraktiven Inhalten und Simulationen ausgerichtet. Sie ermöglichen es, komplexe Szenarien nachzubilden und Lernende aktiv einzubinden[4]. Diese Tools werden oft in Bereichen wie der technischen Ausbildung oder für Sicherheitsschulungen eingesetzt.

### Mobile Autorentools
Mit der zunehmenden Verbreitung mobiler Endgeräte wurden auch Autorentools entwickelt, die speziell für die Erstellung von Inhalten auf Smartphones oder Tablets konzipiert sind. Ein Beispiel dafür ist der Creative Book Builder, der es ermöglicht, auf mobilen Geräten an Buchprojekten zu arbeiten. Diese Tools sind besonders für Autoren geeignet, die unterwegs arbeiten möchten, eignen sich aber oft weniger für umfangreiche Projekte.

### Spezialisierte Autorentools für Buchprojekte
Für Autoren, die an längeren Texten wie Romanen oder Sachbüchern arbeiten, gibt es spezialisierte Autorentools. Programme wie Scrivener oder Papyrus Autor bieten umfangreiche Funktionen zur Strukturierung von Texten, Verwaltung von Charakteren und Handlungssträngen sowie zur Recherche. Diese Tools unterstützen den gesamten Schreibprozess von der ersten Idee bis zum fertigen Manuskript.

### Kollaborative Autorentools
Einige Autorentools legen besonderen Wert auf die Zusammenarbeit mehrerer Autoren. Sie ermöglichen es, gemeinsam an Projekten zu arbeiten, Änderungen zu verfolgen und Feedback auszutauschen. Diese Tools sind besonders nützlich für Teams, die an gemeinsamen Publikationen oder Lernmaterialien arbeiten.

### Fazit
Die Wahl des passenden Autorentools hängt von verschiedenen Faktoren ab, wie dem Einsatzzweck, der gewünschten Funktionalität, dem Budget und den technischen Anforderungen. Viele Anbieter bieten kostenlose Testversionen an, sodass Nutzer verschiedene Tools ausprobieren können, bevor sie sich für eine Lösung entscheiden.

## Vorteile von Autorentools
Autorentools bieten zahlreiche Vorteile für die Erstellung von E-Learning-Inhalten und digitalen Lernmaterialien. Im Folgenden werden die wichtigsten Vorzüge dargestellt:

### Effizienzsteigerung und Zeitersparnis
Ein zentraler Vorteil von Autorentools ist die deutliche Beschleunigung des Content-Entwicklungsprozesses. Die Software stellt vorgefertigte Vorlagen, Medienelemente und Interaktionsmöglichkeiten bereit, sodass Autoren nicht bei null anfangen müssen. Dadurch entfällt zeitaufwändiges Programmieren oder Gestalten von Grundlagen. Stattdessen können sich Ersteller direkt auf die inhaltliche Ausarbeitung konzentrieren.
Auch die Zusammenarbeit im Team wird durch cloudbasierte Autorentools vereinfacht. Mehrere Beteiligte können gleichzeitig am selben Projekt arbeiten, Feedback geben und Änderungen vornehmen. Dies optimiert den gesamten Workflow erheblich.

### Benutzerfreundlichkeit
Die meisten modernen Autorentools sind so konzipiert, dass sie auch von Anwendern ohne Programmierkenntnisse bedient werden können. Über intuitive Benutzeroberflächen lassen sich multimediale Lerninhalte per Drag-and-Drop zusammenstellen. Experten eines Fachgebiets können so ihr Wissen direkt in interaktive E-Learning-Kurse umsetzen, ohne IT-Spezialisten zu sein.

### Vielfältige Gestaltungsmöglichkeiten
Autorentools bieten eine breite Palette an Funktionen zur Erstellung ansprechender und motivierender Lernmaterialien. Texte, Bilder, Videos, Animationen und interaktive Elemente lassen sich flexibel kombinieren. Verschiedene Fragetypen wie Multiple Choice oder Drag-and-Drop können integriert werden. Auch Gesprächssimulationen oder Gamification-Elemente sind mit vielen Tools möglich.

### Anpassungsfähigkeit und Flexibilität
Die Inhalte lassen sich in der Regel problemlos aktualisieren und an neue Anforderungen anpassen. Änderungen können schnell vorgenommen und veröffentlicht werden. Zudem ermöglichen viele Tools responsives Design, sodass die Kurse auf verschiedenen Endgeräten wie PCs, Tablets oder Smartphones genutzt werden können.

### Konsistenz und Qualitätssicherung
Durch die Verwendung von Vorlagen, wiederverwendbaren Elementen und Styleguides können Autorentools zu einer einheitlichen Gestaltung und gleichbleibend hohen Qualität der Lerninhalte beitragen. Dies ist besonders bei der Erstellung umfangreicher Kursprogramme von Vorteil.

### Kosteneffizienz
Obwohl einige Autorentools kostenpflichtig sind, können sie langfristig zu Kosteneinsparungen führen. Die Erstellung von E-Learning-Inhalten wird beschleunigt und vereinfacht, sodass weniger externe Dienstleister benötigt werden. Zudem ermöglichen Cloud-basierte Tools die gemeinsame Nutzung von Lizenzen durch mehrere Mitarbeiter.

### Skalierbarkeit
Mit Autorentools lässt sich die Produktion von Lerninhalten bei Bedarf leicht skalieren. Ob für kleine Teams oder große Unternehmen – die Tools wachsen mit den Anforderungen mit. Sie eignen sich sowohl für einzelne Kurse als auch für umfangreiche Schulungsprogramme.

### Verbesserte Lerneffektivität
Durch die Möglichkeit, interaktive und multimediale Elemente einzubinden, können mit Autorentools Lerninhalte erstellt werden, die verschiedene Lerntypen ansprechen. Dies kann zu einem höheren Engagement der Lernenden und besseren Lernergebnissen führen.

### Einfache Veröffentlichung und Distribution
Die meisten Autorentools ermöglichen eine unkomplizierte Veröffentlichung der erstellten Inhalte. Häufig können die Kurse direkt in gängige Lernmanagementsysteme (LMS) exportiert oder über Weblinks geteilt werden. Dies vereinfacht die Distribution an die Zielgruppe erheblich.

### Unterstützung verschiedener Lernformate
Moderne Autorentools unterstützen die Erstellung verschiedener digitaler Lernformate wie E-Learning-Kurse, Microlearning-Einheiten, Erklärvideos oder interaktive PDF-Dokumente. So können Unternehmen flexibel auf unterschiedliche Lernbedürfnisse und -situationen reagieren.

### Fazit
Zusammenfassend lässt sich festhalten, dass Autorentools durch ihre vielfältigen Funktionen und ihre Benutzerfreundlichkeit die Erstellung hochwertiger digitaler Lerninhalte deutlich erleichtern und beschleunigen können. Sie bieten Unternehmen und Bildungseinrichtungen die Möglichkeit, effizient und flexibel auf die wachsende Nachfrage nach E-Learning-Angeboten zu reagieren.

## Herausforderungen und Einschränkungen
Autorentools für E-Learning und digitale Lerninhalte bieten viele Möglichkeiten, stellen Nutzer aber auch vor einige Herausforderungen und Einschränkungen. Eine zentrale Herausforderung ist die Benutzerfreundlichkeit und Lernkurve vieler Tools. Wie Experten betonen, können komplexe Benutzeroberflächen und eine Vielzahl an Funktionen gerade unerfahrene Autoren überfordern. Dies kann zu Ineffizienzen und Frustration bei der Contenterstellung führen.
Eine weitere Einschränkung betrifft die Flexibilität und Anpassbarkeit der Tools. Viele Autorentools bieten zwar vorgefertigte Templates und Designvorlagen, lassen sich aber nur begrenzt an spezifische Unternehmensanforderungen anpassen. Dies kann die Kreativität und Gestaltungsmöglichkeiten der Autoren einschränken. Zudem bemängeln Experten, dass die Integration eigener Medien und Inhalte in manchen Tools umständlich sein kann.
Die Kompatibilität und Interoperabilität stellt eine weitere Herausforderung dar. Nicht alle Autorentools unterstützen gängige E-Learning-Standards wie SCORM oder xAPI in vollem Umfang. Dies kann die Übertragbarkeit und Wiederverwendbarkeit der erstellten Inhalte in verschiedenen Lernmanagementsystemen (LMS) einschränken. Auch die Zusammenarbeit mehrerer Autoren an einem Projekt gestaltet sich in manchen Tools schwierig.
Bezüglich der Barrierefreiheit weisen Experten darauf hin, dass nicht alle Autorentools die Erstellung von Inhalten ermöglichen, die den Anforderungen an Barrierefreiheit entsprechen. Dies kann den Einsatz der Lerninhalte für Menschen mit Einschränkungen erschweren. Auch die Mehrsprachigkeit und Lokalisierung von Inhalten stellt manche Autorentools vor Probleme.
Eine weitere Einschränkung betrifft die Skalierbarkeit und Performance. Bei umfangreichen Projekten mit vielen interaktiven Elementen und Medien können manche Tools an ihre Grenzen stoßen. Dies kann zu langen Ladezeiten oder Performanceproblemen bei den erstellten Lerninhalten führen. Experten weisen zudem auf Herausforderungen bei der Qualitätssicherung hin. Viele Autorentools bieten nur begrenzte Möglichkeiten für Review-Prozesse, Versionierung und Freigabe-Workflows. Dies kann die Zusammenarbeit im Team und die Qualitätskontrolle erschweren. Auch die Integration von Analysen und Auswertungen stellt manche Tools vor Probleme. Nicht alle Autorentools ermöglichen eine detaillierte Erfassung und Auswertung von Lerndaten, was die Optimierung der Inhalte erschweren kann.
Eine weitere Einschränkung betrifft die Zukunftssicherheit und Weiterentwicklung der Tools. Kleinere Anbieter können möglicherweise nicht mit der rasanten technologischen Entwicklung Schritt halten. Dies birgt das Risiko, dass erstellte Inhalte mittelfristig nicht mehr unterstützt werden. Schließlich stellen die Kosten eine Herausforderung dar. Professionelle Autorentools mit umfangreicher Funktionalität sind oft mit hohen Lizenzkosten verbunden. Dies kann insbesondere für kleinere Unternehmen oder Einzelautoren eine Hürde darstellen.
Zusammenfassend lässt sich festhalten, dass Autorentools trotz vieler Möglichkeiten auch mit diversen Herausforderungen und Einschränkungen verbunden sind. Diese reichen von der Benutzerfreundlichkeit über technische Aspekte wie Kompatibilität und Performance bis hin zu Fragen der Barrierefreiheit und Kosteneffizienz. Bei der Auswahl eines geeigneten Tools gilt es, diese Faktoren sorgfältig abzuwägen und die spezifischen Anforderungen des jeweiligen Einsatzszenarios zu berücksichtigen.